# Портрет Василия Михайловича Лаврентьева
«Портрет Василия Михайловича Лаврентьева» — картина английского художника Джорджа Доу из Военной галереи Зимнего дворца.
Картина представляет собой ростовой портрет дворцового гренадера штабс-капитана Василия Михайловича Лаврентьева из состава Военной галереи Зимнего дворца.
Василий Михайлович Лаврентьев (?—1843) — по происхождению побочный сын помещика Лаврентьева из Полтавской губернии. В военной службе состоял с 1805 года рядовым в лейб-гвардии Преображенском полку. Принимал участие в Австрийской кампании 1805 года, в сражении при Аустерлице был тяжело ранен, далее он сражался против Наполеона в кампании 1806 года в Восточной Пруссии, в Отечественной войне 1812 года и в Заграничных походах 1813 и 1814 годов. В 1817 году произведён из унтер-офицеров в прапорщики с переводом в Гренадерский императора Австрийского полк и в 1821 году был переведён в лейб-гвардии Семёновский полк, где в начале 1821 года получил чин поручика. С 1827 года служил в Роте дворцовых гренадер. Всего он прослужил в роте 16 лет, последовательно получил чины штабс-капитана, капитана и полковника. Скончался 17 октября 1843 года, по-прежнему состоя в роте.
Изображён стоящим в Военной галерее Зимнего дворца на фоне ростового портрета М. Б. Барклая-де-Толли. Одет в офицерскую форму дворцовых гренадер, с эполетами штабс-капитана, на груди Знак отличия Военного ордена Св. Георгия (получен за отличие в Бородинском сражении), серебряная медаль «В память Отечественной войны 1812 года» на Андреевской ленте, медаль «За взятие Парижа», прусская серебряная медаль «Знак чести» на ленте ордена Железного креста и Кульмский крест. Правой рукой опирается на обнажённую саблю. Слева внизу на базисе колонны подпись художника и дата: GEO Dawe RA 1828, ниже в углу голубой краской нанесены цифры: 171 (эти цифры соответствуют номеру картины в «Описи картин Николая I»), и чуть правее чёрной краской нанесена поздняя надпись, относящаяся к первой половине 1830-х годов: Капитанъ Лаврентьевъ. Надпись эта ошибочна, поскольку на момент написания картины Лаврентьев был штабс-капитаном — на эполетах отлично просматриваются по четыре звездочки на каждом, соответствующие чину штабс-капитана, в капитаны он был произведён в ноябре 1829 года. С тыльной стороны картины белой краской повторен номер 171, мелом написаны цифры 82 и красно-коричневой краской нанесён шифр Е354; на подрамнике два зачеркнутых шифра, соответствующих номерам в описях Екатерининского дворца: зелёным ЕДМ 754 и светло-голубым ЕДМ 143. Хранитель британской живописи в Эрмитаже Е. П. Ренне отмечает, что среди прочих наград Лаврентьев имел ордена Св. Станислава 4-й степени, Св. Владимира 4-й степени и Св. Анны 2-й степени — все они на портрете отсутствуют. Однако их отсутствие объяснимо: Лаврентьев эти ордена получил уже после написания картины, в 1829, 1830 и 1834 годах соответственно.
Картина написана в начале 1828 года и является одним из четырёх ростовых портретов дворцовых гренадер, написанных Доу по отдельному заказу императора Николая I (гонорар Доу за эту работу был выплачен в следующем году). Считалось что вся серия создавалась в первую очередь как иллюстрация образцов военной формы, однако по замечанию Е. П. Ренне «упоминание имён наиболее заслуженных лейб-гвардейцев в заказе свидетельствует, что они были самоценны как портреты».
С момента написания и вплоть до начала Великой Отечественной войны картина находилась в личных покоях Николая I в Большом флигеле Екатерининского дворца в Царском Селе. В 1941 году картина была эвакуирована, хранилась в Центральном хранилище музейных фондов пригородных дворцов в Павловске и в 1956 году передана в Эрмитаж. Выставлялась в Военной галерее Зимнего дворца, затем была убрана в запасники и лишь иногда показывается на временных выставках.
В. М. Глинка, описывая портреты дворцовых гренадер, отмечал:

Глядя на портреты дворцовых гренадеров, мы прежде всего должны помнить, что это — рядовые представители того доблестного русского войска, которое обороняло нашу Родину в 1812 году. …Это — как бы представители тех, чьи геройские тени незримо присутствуют в Военной галерее, выстраиваясь в тесный строй за каждым генералом, водившим их в бой. Это — те, без чьей храбрости, упорства и мужества самый талантливый полководец не одержал бы своих прославленных побед.

Лаврентьев, будучи в чине капитана, также был изображён на картине Г. Г. Чернецова «Перспективный вид Военной галереи 1812 года в Зимнем дворце» (1829, Государственный Эрмитаж, инв. № ЭРЖ-2433) на переднем плане слева рядом с барабанщиком.
Наконец, будучи уже в чине полковника, он был изображён среди прочих дворцовых гренадер на картине А. И. Ладюрнера «Часть Белого (Гербового) зала в Зимнем дворце»; эта картина также находится в собрании Эрмитажа (1838, инв. № ЭРЖ-2436).
Другие портреты дворцовых гренадер

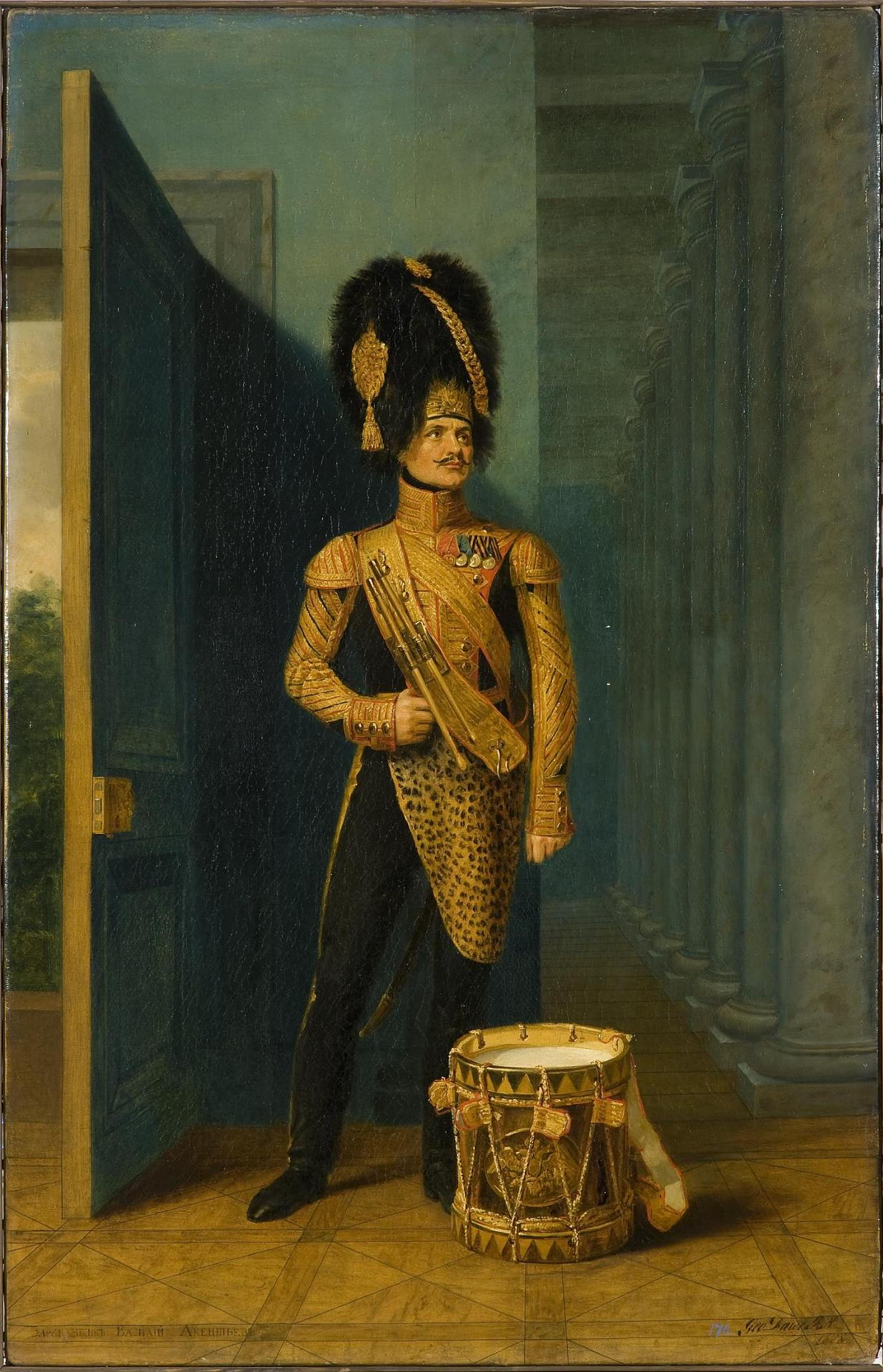
Портрет Василия Трифоновича Акентьева
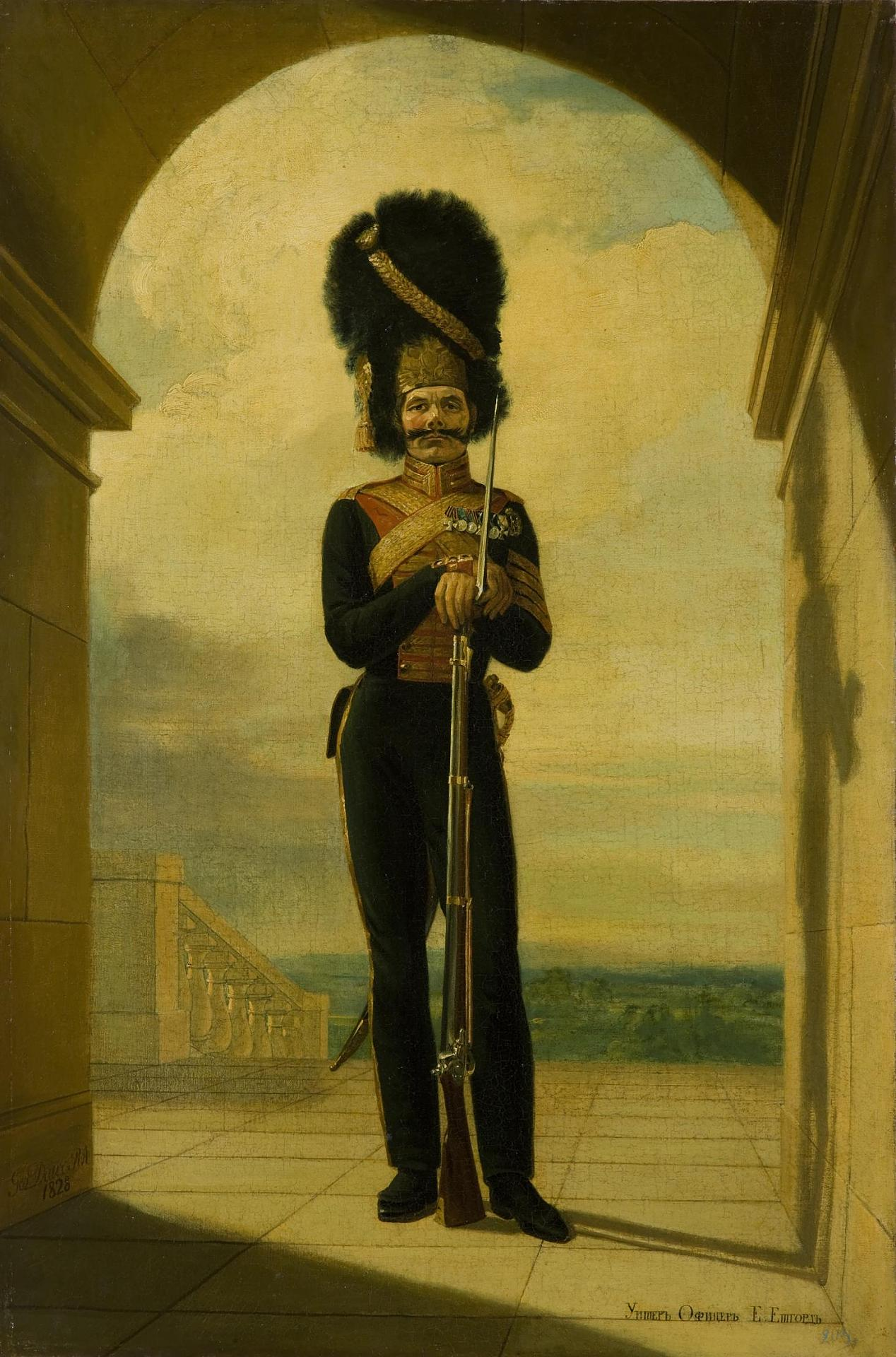
Портрет Егора Егоровича Гетгорта
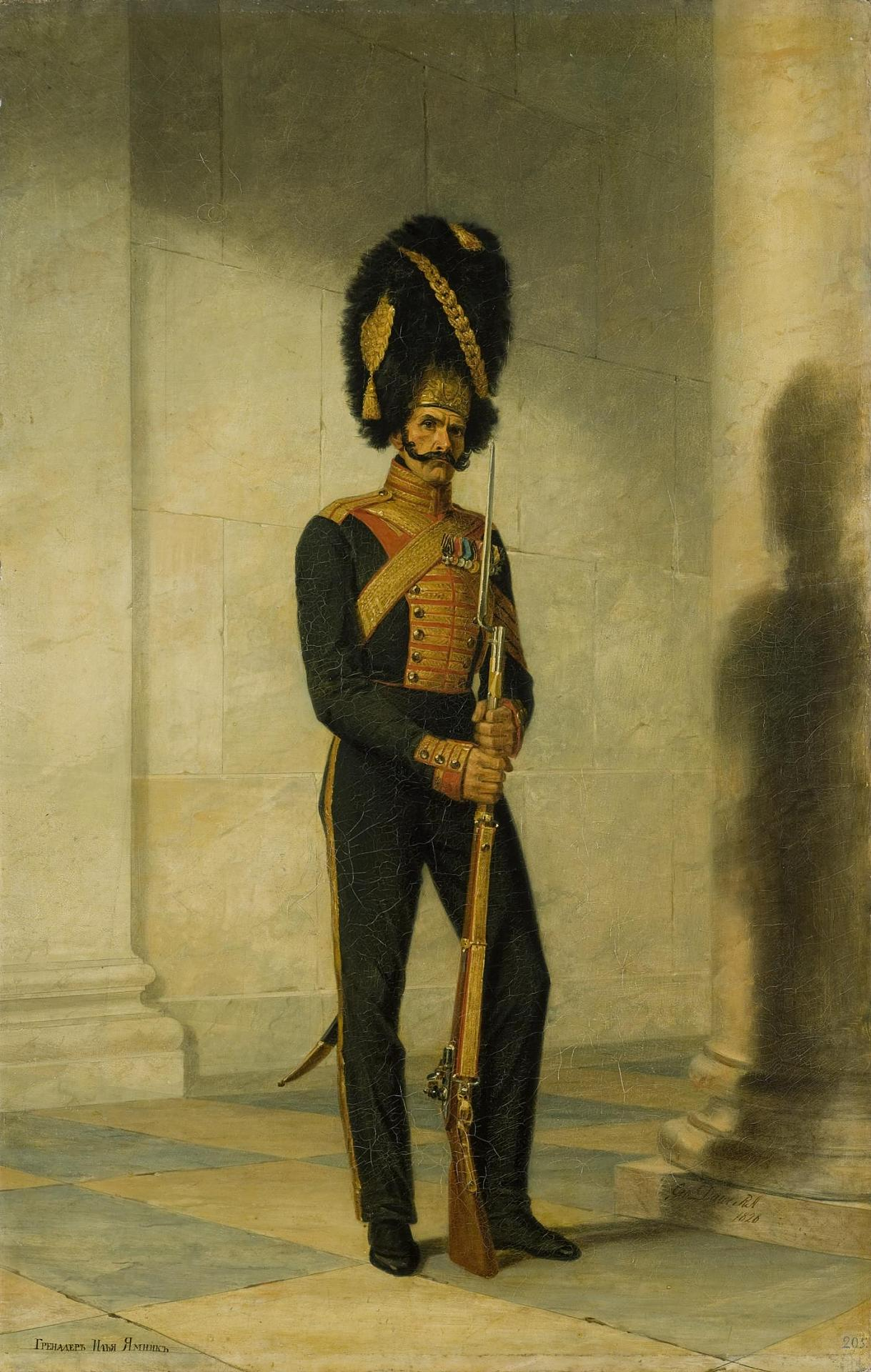
Портрет Ильи Григорьевича Ямника
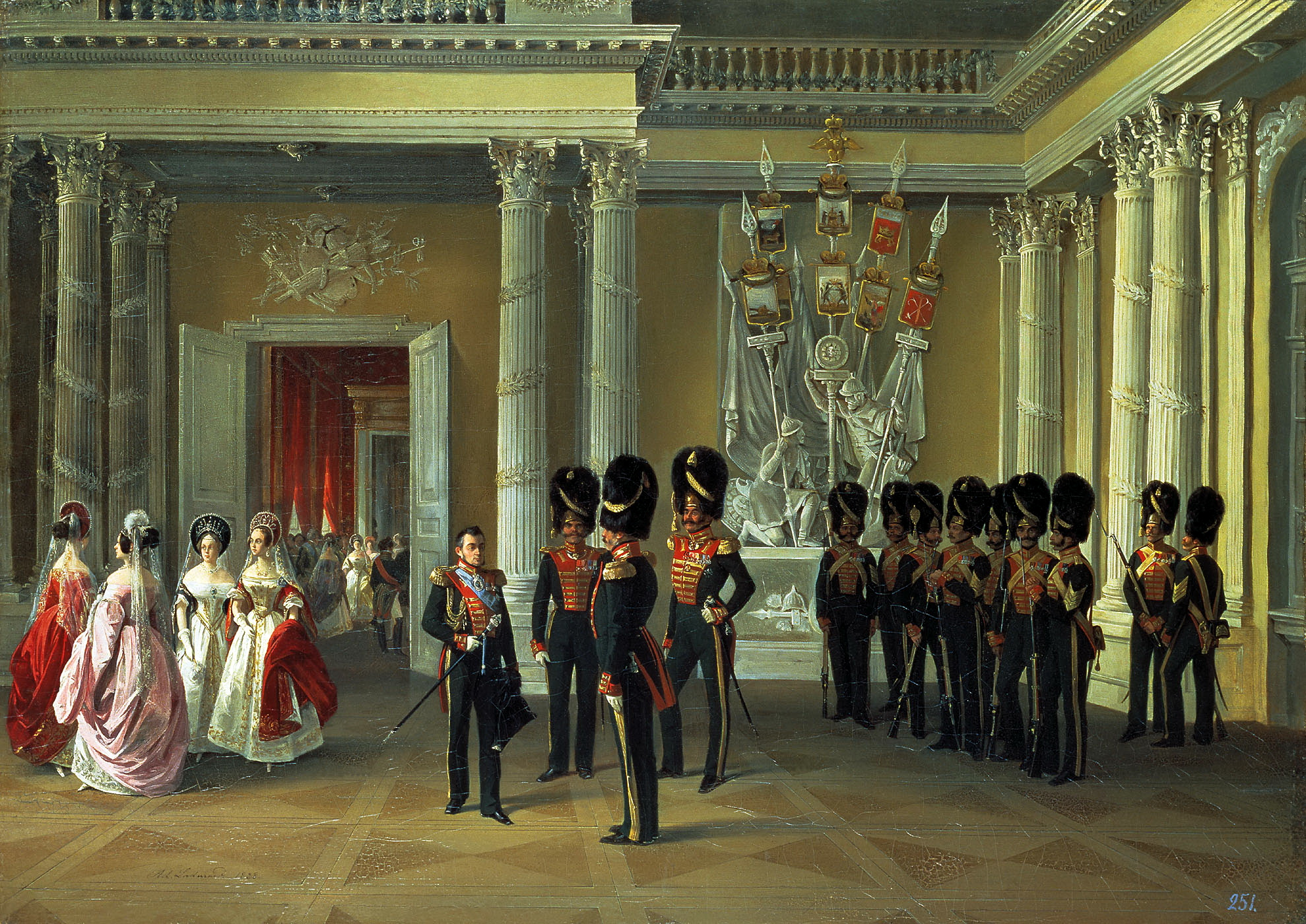
В. М. Лаврентьев на картине А. И. Ладюрнера, стоит в центральной группе офицеров первый справа.